# Кампаниле (Бриндизи)
Кампаниле (итал. Campanile) је насеље у Италији у округу Бриндизи, региону Апулија.
Према процени из 2011. у насељу је живело 130 становника. Насеље се налази на надморској висини од 265 м.